# 万暦の三征
万暦の三征（ばんれきのさんせい、中国語: 萬暦三大征）は、明の万暦年間に起こった3つの戦争を指す。万暦の三大征（ばんれきのさんだいせい）ともいう。
寧夏の役（哱拝の乱）
万暦20年（1592年）2月、嘉靖年間末に明に降り、功を重ねて将に取り立てられていたモンゴル人の哱拝（ボハイ）が、巡撫との不和から寧夏城で離反し、オルドス部の部族長ジョリクトゥと同盟して陝西一帯を席巻した事件。朝廷は翌月に討伐軍を派遣し、6月に総督の魏学曽が寧夏城を包囲してオルドスとの連絡を遮断、9月には城内の内紛に乗じて寧夏城を陥落させた。哱拝は自害した。
朝鮮援兵（万暦朝鮮の役）
万暦20年（1592年）に起こった、日本の豊臣秀吉による朝鮮への出兵（文禄・慶長の乱、壬申・丁酉の倭乱）と、それに伴う朝鮮への援軍派遣を指す。明は哱拝の乱鎮圧に使われた軍勢を中心に朝鮮に援軍を派遣、万暦26年（1598年）に豊臣秀吉の死によって日本軍が撤退するまで、朝鮮半島を舞台に戦いが繰り広げられた。
播州の役（楊応龍の乱）
貴州播州の土豪で、明から代々播州宣慰使に任じられていた楊応龍が、万暦20年（1592年）の朝鮮援兵に乗じて明への反乱を起こした事件。苗族を味方に取り込んで勢力を拡大した楊応龍は、一時は四川の重慶府に迫った。明の討伐軍にも地勢を利用して頑強に抵抗したが、四川総督の李化龍によって平定された。
これら同時期に行われた3つの大規模な軍事行動には多大な軍費が投じられ、実態は不詳ながら『明史』王徳完伝によると「寧夏用兵、費八十余万、朝鮮之役七百八十余万、播州之役二百余万」とある。
さらに、万暦帝の私的な浪費によって、既に悪化しつつあった明の財政に大打撃を与えた。万暦帝は財政の悪化に対しては増税で対応したため、後に明を滅ぼすことになる内乱を誘発する遠因となった。また、朝鮮援兵では遼東方面に配置されていた兵力が朝鮮に差し向けられたため、その隙に乗じて後の後金の創始者（清の太祖）ヌルハチが勢力を拡大する結果を招いた。